# Actenodia
Actenodia là một chi bọ cánh cứng trong họ Meloidae.
Chi này được miêu tả khoa học năm 1840 bởi Laporte de Castelnau in Brullé.

## Các loài
Các loài trong chi này gồm:
- Actenodia afrotropica Kaszab, 1983
- Actenodia amoena Marseul, 1873
- Actenodia annulipes Pic, 1910
- Actenodia anticedisrupta Kaszab, 1955
- Actenodia billbergi (Gyllenhal, 1817)
- Actenodia bisinterrupta Kaszab, 1955
- Actenodia bonneloiana Pic, 1911
- Actenodia bushmanica Kaszab, 1952
- Actenodia cerrutii Bologna, 1978
- Actenodia chrysomelina Erichson, 1843
- Actenodia confluens (Reiche, 1866)
- Actenodia curtula Fähraeus, 1870
- Actenodia decemguttata (Thunberg, 1791)
- Actenodia denticulata (Marseul, 1872)
- Actenodia devylderi Borchmann, 1928
- Actenodia discrepans Péringuey, 1909
- Actenodia distincta (Chevrolat, 1840)
- Actenodia erikssoni Kaszab, 1956
- Actenodia guttata Laporte de Castelnau, 1840
- Actenodia jucunda Erichson, 1843
- Actenodia kochi Kaszab, 1952
- Actenodia lata (Reiche, 1866)
- Actenodia luteofasciata Pic, 1929
- Actenodia marseuli Kirsch, 1880
- Actenodia mateui (Pardo Alcaide, 1963)
- Actenodia medioconjuncta Kaszab, 1955
- Actenodia mirabilis Kaszab, 1952
- Actenodia multimaculata Pic, 1932
- Actenodia perfuga (Dvorák, 1993)
- Actenodia peringueyi Pic, 1953
- Actenodia peyroni (Reiche, 1866)
- Actenodia pici Kaszab, 1958
- Actenodia polita Kaszab, 1955
- Actenodia pulchripennis Pic, 1910
- Actenodia schultzei Pic, 1908
- Actenodia septempunctata (Baudi di Selve, 1878)
- Actenodia suturifera (Pic, 1896)
- Actenodia unimaculata Pic, 1908
- Actenodia vansoni Kaszab, 1952
- Actenodia villosa Marseul, 1873
- Actenodia yemenica Kaszab, 1983

## Hình ảnh

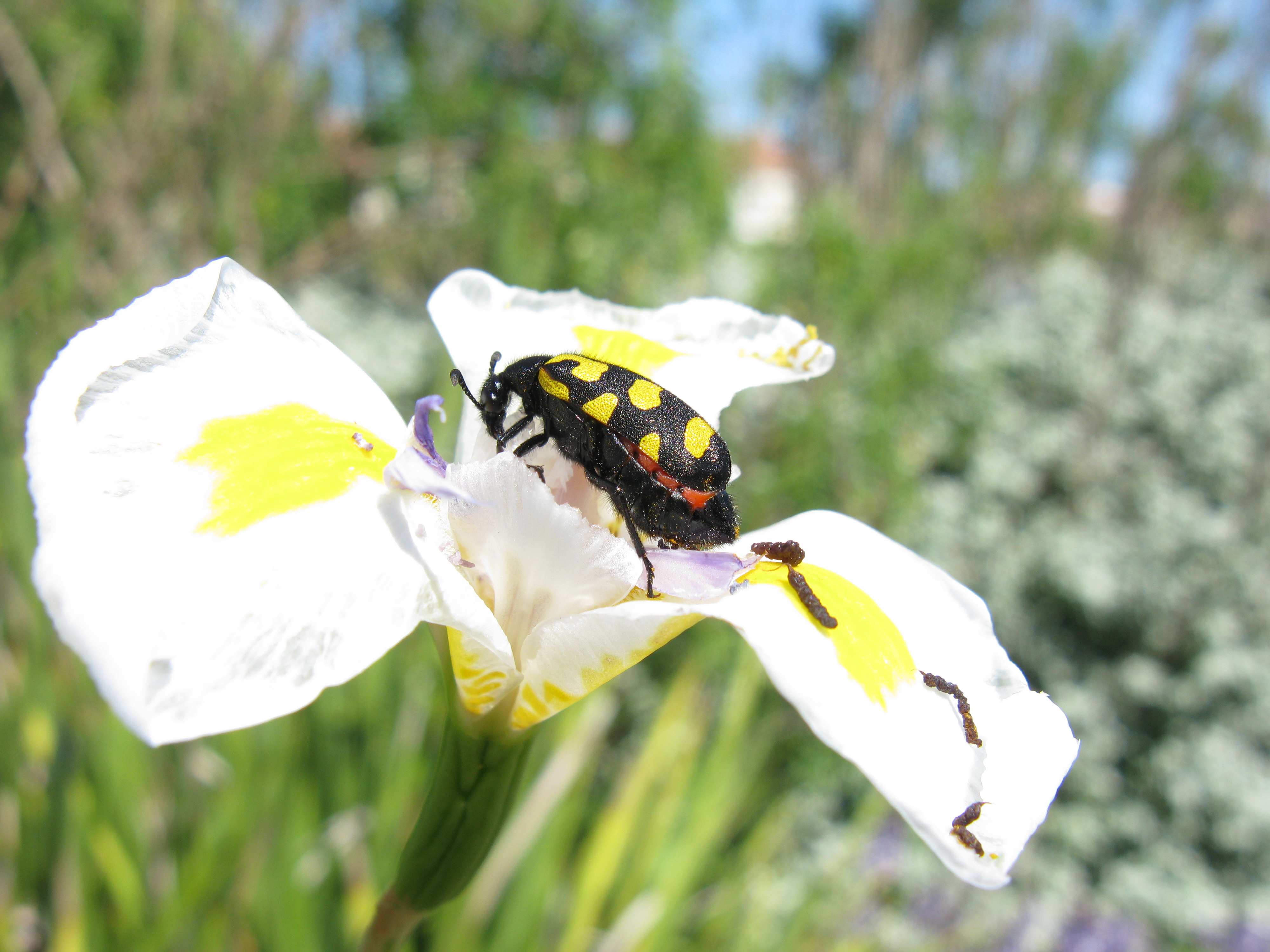
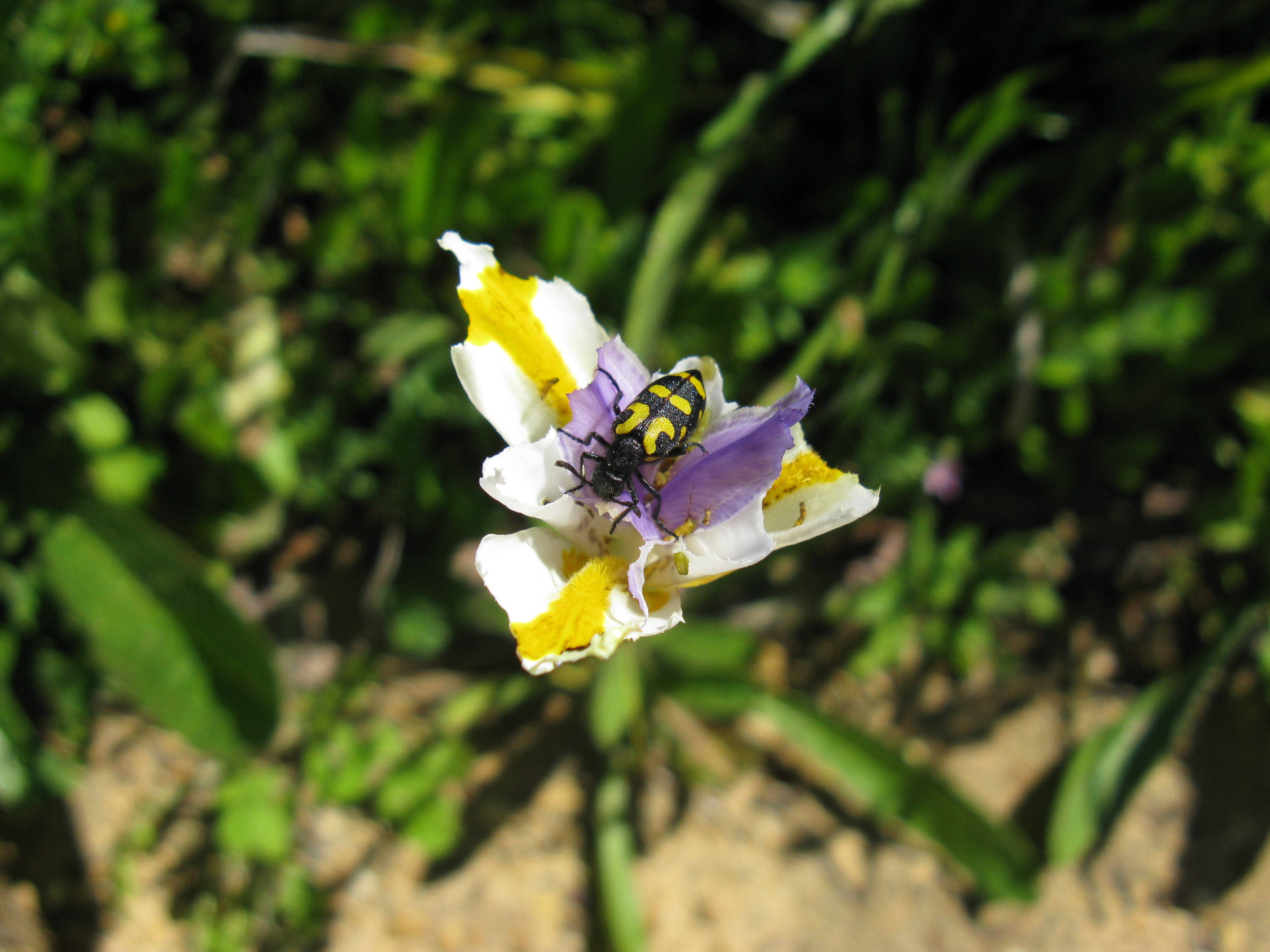
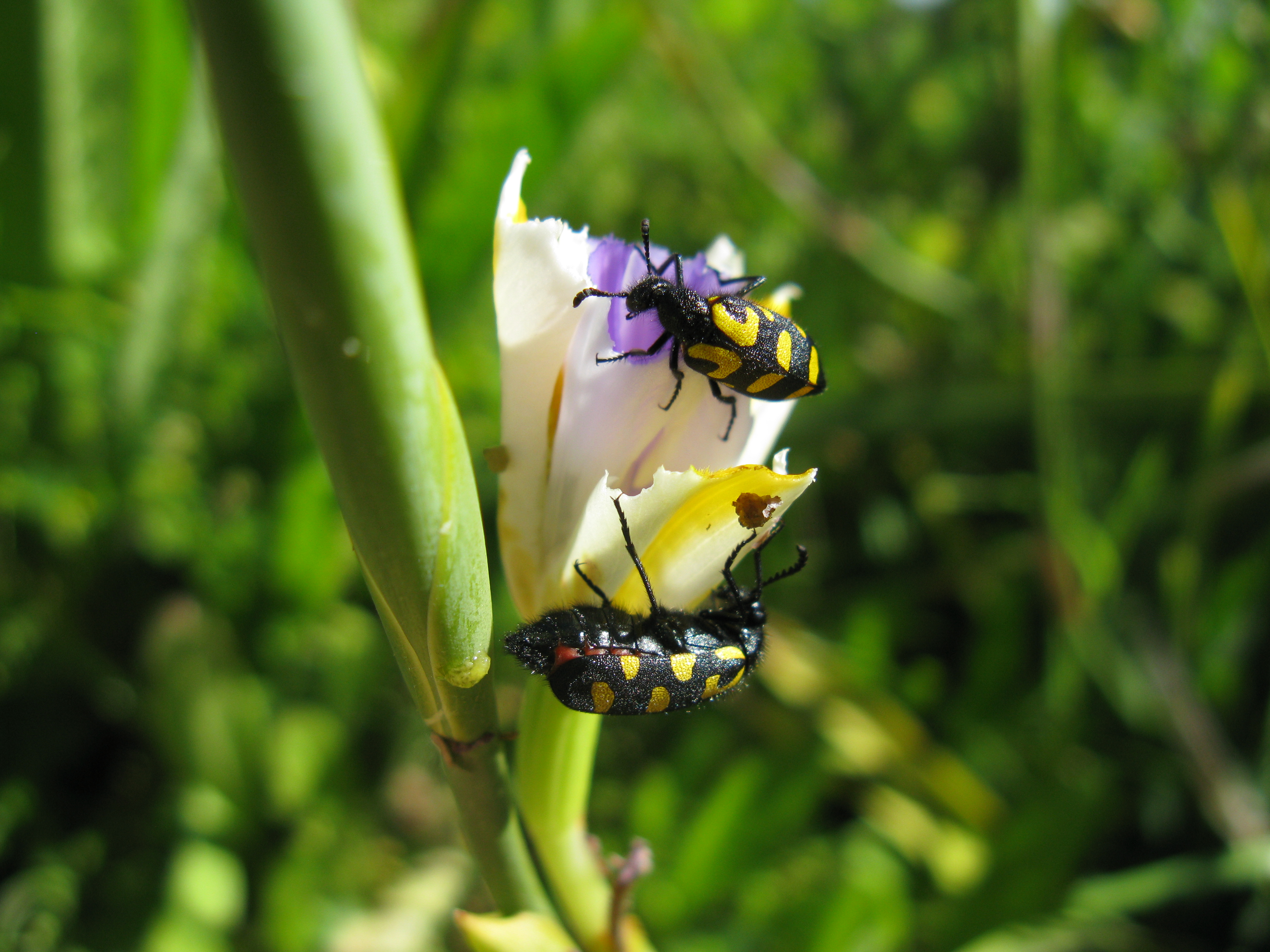
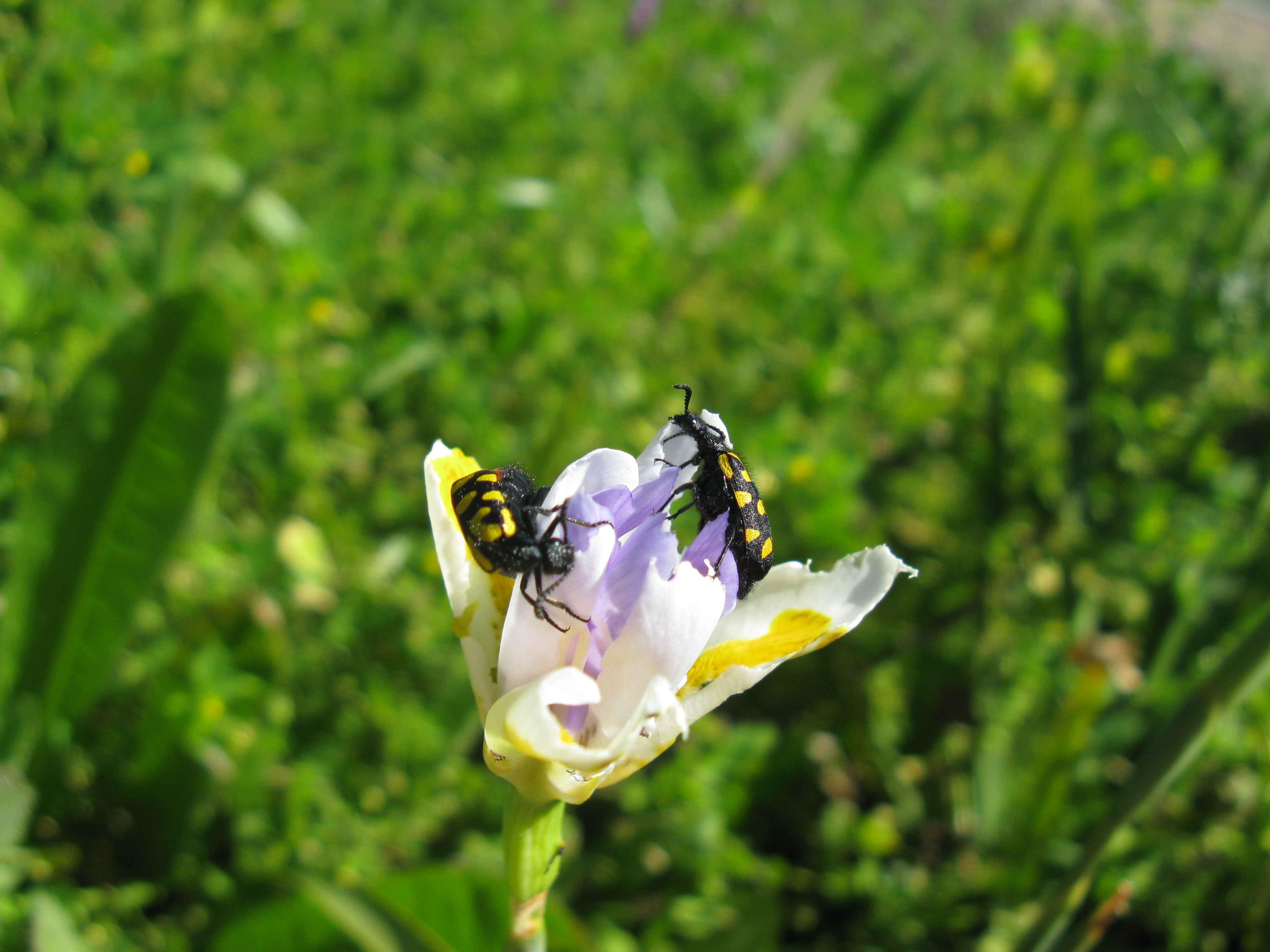